# Treehouse of Horror XXXII
«Treehouse of Horror XXXII» (titulado «La casita del horror XXXII» en Hispanoamérica y «La casa-árbol del terror XXXII» en España) es el tercer episodio de la trigésimatercera temporada de la serie de televisión animada estadounidense Los Simpson, y el 709 en total. Se emitió en los Estados Unidos en Fox el 10 de octubre de 2021 y, a diferencia de la temporada anterior, se emitió en el momento adecuado (antes de Halloween) para evitar conflictos con la postemporada de las Grandes Ligas de Béisbol, que se alargó hasta noviembre (las Series Mundiales de 2021 fueron seis de siete partidos). El episodio fue dirigido por Matthew Faughnan y escrito por John Frink.
En este episodio, Bart y su madre huyen de un cazador, los Simpson trabajan para una familia adinerada, un árbol cobra vida, a Maggie le cuentan una historia de miedo sobre Bart y Lisa investiga cuando mueren sus compañeros de clase. Susan Egan y Maurice LaMarche aparecen como estrellas invitadas. El exjugador de baloncesto Tree Rollins apareció como él mismo. El episodio recibió críticas mixtas.

## Trama
Este es el primer episodio de Treehouse of Horror que consta de cinco segmentos en lugar de los tres habituales.

### Barti
El segmento inicial parodia a Bambi, con una versión ciervo de Marge Simpson advirtiendo a su hijo Barti (Bart Simpson) y a Milhouse Van Houten sobre un cazador. Milhouse recibe un disparo y muere mientras Barti y Marge huyen. Tras su huida, Barti inicialmente no puede encontrar a su madre, pero más tarde la encuentra ilesa ya que Homer y Lenny Leonard han matado al cazador (el Sr. Burns). El hada (Maggie) utiliza entonces su varita mágica para hacer aparecer en el cielo el título del episodio.

### Bong Joon Ho's 'This Side of Parasite'
En una parodia de Parásito, la familia Simpson está viviendo en un apartamento inundado en el sótano cuando Bart les dice que ha conseguido un trabajo como tutor para la adinerada familia de Rainier Wolfcastle. Después de que Rainier despida a Kirk Van Houten del personal de su casa, Bart recomienda contratar a Marge, Homer, Lisa y Maggie como nuevos sirvientes de la familia. Los Wolfcastle se van de vacaciones, dejando a los Simpson solos con su casa. Mientras disfrutan de las ventajas de vivir en casa de una familia rica, Kirk regresa de repente y pide que le dejen entrar. Cuando Marge le deja entrar, Kirk corre bruscamente a la cocina y revela un pasadizo oculto a un búnker del sótano, donde ha estado viviendo su familia. Entre los Simpson y Van Houtens se desata una caótica pelea clasista, que pronto estalla entre la mayoría de los demás habitantes empobrecidos de Springfield. Tras la reyerta, la familia Simpson es la última que queda en pie en la casa Wolfcastle, gravemente dañada y con una pila de cadáveres ahora en el salón.

### Nightmare on Elm Tree
Homer está cansado de que Bart cuente historias de miedo en Halloween en su casa del árbol todos los años, así que Homer la tala. El tronco del árbol es alcanzado por un rayo y cobra vida. Cuando el árbol se entera de que la gente tala árboles por Navidad, da vida a otros árboles y plantas que arrasan Springfield y matan a la mayoría de sus habitantes. Los árboles lo celebran mientras los cadáveres de los habitantes de la ciudad se apilan como un árbol de Navidad.

### Poetic Interlude (aka The Telltale Bart)
En una parodia de la obra de Edward Gorey, Vincent Price lee un cuento de miedo a Maggie sobre cómo Bart está haciendo sus travesuras habituales.
Empieza con cada mes y cómo crea problemas a todo el mundo, empezando con enero, cuando pone gusanos en los gofres de Homer.
En febrero, le roba el gato a Edna Krabappel, como ya hizo en la tercera temporada.
En marzo, desatornilla los columpios y causa varios heridos.
En abril, imprime su trasero en una impresora.
En mayo, roba el coche de Skinner y lo estrella contra el poste de la escuela.
En junio, bebe su primer sorbo de cerveza y choca su bicicleta.
En julio, corta las cabezas de las muñecas de Lisa.
En agosto, intenta chamuscar una tortuga, pero en lugar de eso consigue chamuscarse el pelo.
En septiembre, pasa todo el mes castigado.
En octubre, se come todos los caramelos de Halloween hasta que se pone enfermo.
Finalmente, en noviembre, se le permite cortar el pavo durante el Día de Acción de Gracias, pero en lugar de eso le corta la cabeza al resto de la familia Simpson.
Antes de que Vincent pueda llegar a diciembre, Maggie lo estrangula con su cuerda de rana Phonics y pulsa los botones (R-I-P) y luego se va a dormir.

### Dead Ringer
En una parodia de la obra de The Ring, En la Escuela Primaria de Springfield, Sherri y Terri le dicen a Lisa que hicieron una fiesta y no la invitaron, y que todos vieron un TikTok que supuestamente mata a cualquiera que lo vea después de siete días. Todos los niños que lo vieron mueren poco después, y Lisa y Bart investigan su origen. El jardinero Willie les dice que el TikTok está embrujado por el fantasma de Mopey Mary, una niña que no recibió ninguna tarjeta de San Valentín y murió al caer en un pozo. Lisa mira el TikTok e invoca al fantasma de Mary, que ataca a Lisa pero se detiene cuando Lisa le da una tarjeta de San Valentín. Lisa y Mary se hacen amigas, pero Mary empieza a sentirse asfixiada por Lisa y escapa saltando de nuevo al pozo.
Kang y Kodos cantan al final de este episodio de «La casa del árbol del terror». Los créditos finales son rojos en lugar de su color verde habitual en esta serie de especiales.

## Recepción

### Audiencia
El número de espectadores de este episodio es de 3,96 millones y fue el programa de mayor audiencia de Animation Domination esa noche.

### Respuesta de la crítica
Marcus Gibson de Bubbleblabber calificó el episodio con un ocho sobre diez: «En general, el 32º especial de "Treehouse of Horror" continúa la tradición del programa de asustarnos y hacernos cosquillas en los huesos. Puede que no alcance las cotas de los anteriores especiales de "Treehouse of Horror", pero es un agradable conjunto de espeluznantes minicuentos que harán que todos los fanáticos de Los Simpson sientan el espíritu de Halloween este año». De los cinco segmentos de este especial, el que más me gustó fue la parodia de Parásito, por su humor y su inesperado final. Me gustaron Los Simpson y me encantó Parásito. En mi opinión, es una combinación ganadora».
Tony Sokol de Den of Geek declaró: «Aquí hay muchos chistes de poca monta, pero nada que realmente rebane. Esto no tiene nada que ver con la cultura del cancel, las sensibilidades exacerbadas o las posturas políticas, todo lo cual debería estar exento en la creación de cualquier sátira de comedia de terror. Se debe a que los chistes, que llegan con rapidez, sólo son lanzados. Deberían ser pelotas escupidas, lanzadas con mala intención, y lo suficientemente cerca del interior como para hacer retroceder al bateador asustado. En lugar de eso, los chistes caminan, y no en el buen sentido zombi, sino más como los episodios más recientes de The Walking Dead».